# Euryglossa tolgae
Euryglossa tolgae là một loài Hymenoptera trong họ Colletidae. Loài này được Exley mô tả khoa học năm 1976.